# Joe Calavita
Giuseppe Calavita, detto Joe (Easton, 9 ottobre 1965), è un ex cestista statunitense con cittadinanza italiana.

## Carriera
Ha giocato in Serie A negli anni '90 vestendo la maglia di Varese, Fabriano e Trieste.
Con la Pallacanestro Varese ha disputato due finali per lo scudetto.
È stato uno dei primi oriundi a sbarcare nel massimo campionato italiano, direttamente dalla NCAA, che lo ha visto protagonista nelle file dell'Università del Vermont, squadra per la quale, al momento della Laurea, deteneva il record di secondo miglior realizzatore di tutti i tempi.
Joe Calavita fa anche parte della University of Vermont Athletic Hall of Fame.